# Eunice Chumba
Eunice Chebichii Chumba (* 23. Mai 1993 Uasin Gishu, Kenia) ist eine bahrainische Langstreckenläuferin kenianischer Herkunft, die seit 2014 für Bahrain startberechtigt ist.

## Sportliche Laufbahn
Erste internationale Erfahrungen sammelte Eunice Chumba beim Marrakesch-Halbmarathon 2014, bei denen sie in 1:10:46 h siegte. Während sie ihr Rennen beim London-Marathon nicht beenden konnte, wurde sie bei den Asienspielen im südkoreanischen Incheon Sechste im 10.000-Meter-Lauf. Im Jahr darauf wurde sie in dieser Disziplin Zweite bei den Arabischen Meisterschaften in Manama und den Asienmeisterschaften in Wuhan. Zudem erreichte sie Platz zwei beim Kapstadt-Marathon und Rang drei beim Karlowitz-Halbmarathon.  2016 bestritt sie keine Rennen auf der Bahn, wurde aber zweite beim Kopenhagen-Halbmarathon, siegte beim Dongying Yellow River Marathon und wurde beim Amsterdam-Marathon Dritte. 2017 nahm sie an den Crosslauf-Weltmeisterschaften in Kampala teil und wurde dort Elfte. Zudem siegte sie bei den Halbmarathons in Kopenhagen und Lissabon und beim Marathon in Beirut. Bei den Halbmarathon-Weltmeisterschaften 2018 in Valencia wurde sie Vierte und beim Peking-Marathon Zweite. Ende August nahm sie erneut an den Asienspielen in Jakarta teil und gewann dort in 32:11,12 min die Silbermedaille über 10.000 Meter. 2019 wurde sie in 2:30:02 h Zweite beim Standard Chartered Hong Kong Marathon und siegte beim Summer International Marathon in Liupanshui sowie in 2:30:10 h bei den Militärweltspielen in Wuhan. 2021 wurde sie beim Marathon in Mailand in 2:23:10 h Dritte und gelangte bei den Olympischen Sommerspielen in Sapporo nach 2:29:36 h auf Rang sieben.
2022 verbesserte sie in Seoul den Landesrekord im Marathon auf 2:20:02 h und siegte in 2:20:41 h beim Abu Dhabi-Marathon. Im Jahr darauf siegte sie in 2:20:31 h beim Rotterdam-Marathon und siegte in 2:26:14 h bei den Asienspielen in Hangzhou. 2024 wurde sie bei den Olympischen Sommerspielen in Paris in 2:26:10 h Zehnte im Marathon.

## Persönliche Bestleistungen
- 10.000 Meter: 32:11,12 min, 25. August 2018 in Jakarta
- Halbmarathon: 1:06:11 h, 17. September 2017 in Kopenhagen
- Marathon: 2:20:02 h, 17. April 2022 in Seoul (bahrainischer Rekord)